# Leptogaster hirticollis
Leptogaster hirticollis là một loài ruồi trong họ Asilidae. Leptogaster hirticollis được Wulp miêu tả năm 1872. Loài này phân bố ở miền Ấn Độ - Mã Lai.